# Выборы в парламент Чеченской Республики (2013)
Выборы 2013 года в парламент Чеченской Республики прошли 8 сентября — в единый день голосования.

## Подготовка к выборам
Для участия в выборах зарегистрировались 17 партий. Их порядок в бюллетенях для голосования был определён с помощью жеребьёвки:
1. Народная партия России;
2. Коммунистическая партия социальной справедливости;
3. «Единая Россия»;
4. Демократическая партия России;
5. «Патриоты России»;
6. «Справедливая Россия»;
7. «Союз горожан»;
8. Социал-демократическая партия России;
9. «Защитники Отечества»;
10. «Зелёные»;
11. ЛДПР;
12. Коммунистическая партия Российской Федерации;
13. «Родная Страна»;
14. «Гражданская Позиция»;
15. «Коммунисты России»;
16. «Женский Диалог»;
17. Народная партия «За женщин России».

Также для участия в выборах зарегистрировались 788 кандидатов (773, 793) в депутаты. Согласно подсчётам Центризбиркома Чечни, по состоянию на 1 июля 2013 года в республике насчитывалось 651 944 человека (630 554, 630 346), имеющих право голоса. Предвыборная агитация в республике началась 10 августа. Каждая партия получила 1280 минут бесплатного эфирного времени для дебатов и демонстрации своих роликов. 16 августа в ряде мечетей Чечни призвали прихожан принять участие в выборах. 30 августа органы охраны правопорядка перешли на усиленный вариант несения службы. Начиная с 5 сентября все 438 избирательных участков находились под усиленной охраной.
Согласно прогнозам, 90-95 % мандатов могли получить кандидаты «Единой России». Предполагалось, что КПРФ, «Патриоты России» и «Справедливая Россия» могут получить по 1-2 места в парламенте.

## Результаты выборов
Воспользовались своим правом участия в выборах 580 241 человек, что составлят 92,03 % общего числа избирателей. Голоса распределились следующим образом:
1. «Единая Россия» — 85,94 %;
2. «Справедливая Россия» — 7,27 %;
3. «Патриоты России» — 5,07 %;
4. Остальные партии — менее 1 %.

| Явка избирателей                                      | Явка избирателей                                      | Явка избирателей | Явка избирателей |
| ----------------------------------------------------- | ----------------------------------------------------- | ---------------- | ---------------- |
| Число избирателей, включённых в список избирателей    | Число избирателей, включённых в список избирателей    | 630 457          | 100 %            |
| Из них приняли участие в выборах (выдано бюллетеней)  | Из них приняли участие в выборах (выдано бюллетеней)  | 580 241          | 92,03 %          |
| Процент испорченных бюллетеней                        |                                                       |                  |                  |
| Приняли участие в голосовании (возвращёно бюллетеней) | Приняли участие в голосовании (возвращёно бюллетеней) | 580 238          | 100 %            |
| Из них действительных бюллетеней                      | Из них действительных бюллетеней                      | 579 332          | 99,84 %          |
| Из них недействительных бюллетеней                    | Из них недействительных бюллетеней                    | 906              | 0,16 %           |
| Распределение голосов:                                |                                                       |                  |                  |
| 1.                                                    | Дукуваха Абдурахманов                                 | 498 680          | 85,94 %          |
| 2.                                                    | Султан Денильханов                                    | 42 158           | 7,27 %           |
| 3.                                                    | Магомед Алхазуров                                     | 29 418           | 5,07 %           |
| Число действительных (учтённых) бюллетеней            | Число действительных (учтённых) бюллетеней            | 579 332          | 100 %            |

Таким образом, в парламент республики прошли представители трёх партий. Представитель «Справедливой России» заявил, что наблюдатели партии находились на всех избирательных участках и не зарегистрировали ни одного нарушения.